# فقیه بن صالح
فقیه بن صالح (به فرانسوی: Fkih Ben Salah) یک شهر در مراکش است که در استان فقیه بن صالح واقع شده‌است. فقیه بن صالح ۱۰۲٬۰۱۹ نفر جمعیت دارد.